# Wish: o Poder dos Desejos
Wish (bra/prt: Wish: O Poder dos Desejos) é um filme musical animado por computador produzido pela Walt Disney Animation Studios e lançado pela Walt Disney Pictures. É o 62º filme de animação produzido pelo estúdio, dirigido por Chris Buck e Fawn Veerasunthorn [ca], produzido por Peter Del Vecho e Juan Pablo Reyes, e escrito por Jennifer Lee e Allison Moore. O estilo de arte combina animação por computador com a clássica animação em aquarela da Disney. Apresenta as vozes originais de Ariana DeBose, Chris Pine e Alan Tudyk. Ele conta a história de uma garota de 17 anos chamada Asha, que faz um pedido apaixonado às estrelas em um momento de necessidade quando ela sente uma escuridão no Reino de Rosas que ninguém sente além dela.
Wish começou a ser desenvolvido em janeiro de 2022, quando Lee estava escrevendo o filme original para o Walt Disney Animation Studios. Em setembro de 2022, o projeto foi anunciado oficialmente, com o título sendo revelado junto com o elenco de vozes. É inspirado no 100º aniversário da Disney, que une um tema importante em todos os filmes da Disney: os desejos se tornam realidade. Julia Michaels e Benjamin Rice foram contratados para escrever as canções do filme, enquanto David Metzger compôs a trilha sonora.

## Premissa
No Reino das Rosas, uma garota de 17 anos chamada Asha sente uma escuridão que ninguém mais sente, levando ela a fazer um apaixonado desejo às estrelas em um momento de necessidade e preocupação. Uma estrela real do céu chamada Estrela responde ao desejo da adolescente.

## Elenco
- Ariana DeBose como Asha, uma garota espirituosa e otimista de 17 anos que deseja que uma estrela ajude a salvar seu reino ao sentir uma escuridão[9][10]
- Chris Pine como Rei Magnifico, o governante do Reino de Rosas.[11]
- Alan Tudyk como Valentino (fala e efeitos vocais), uma cabra cujo desejo de se comunicar se torna realidade.[12]
- Angelique Cabral como Rainha Amaya, esposa do Rei Magnifico e rainha de rosas.[13]
- Victor Garber como Sabino, o avô de 100 anos de Asha.[14]
- Natasha Rothwell como Sakina, mãe de Asha[15]
- Jennifer Kumiyama como Dahlia, a melhor amiga de Asha, a padeira real e líder não oficial de "The Teens". Ela foi inspirada no Mestre de Branca de Neve e os Sete Anões. [16]
- Harvey Guillén como Gabo, um garoto estressado, mas que tem um coração de ouro e faz parte dos The Teens. Ele foi inspirado no Zangado de Branca de Neve e os Sete Anões.[17]
- Ramy Youssef como Safi, um garoto que sofre de alergias e faz parte dos The Teens. Ele foi inspirado no Atchim de Branca de Neve e os Sete Anões.[18]
- Niko Vargas como Hal, uma garota alegre que faz parte dos The Teens. Ela foi inspirada no Feliz de Branca de Neve e os Sete Anões [19]
- Evan Peters como Simon, um garoto forte e de grande coração que faz parte dos The Teens. Ele foi inspirado no Soneca de Branca de Neve e os Sete Anões.[20]
- Della Saba como Bazeema, uma garota tímida que faz parte do The Teens. Ela foi inspirada no Dengoso de Branca de Neve e os Sete Anões.[21]
- Jon Rudnitsky como Dario, um garoto de bochechas rosadas e orelhas tortas e amigo de Asha que faz parte dos The Teens. Ele foi inspirado em Dunga de Branca de Neve e os Sete Anões.[22]
- Dee Bradley Baker e Frank Welker como vocais adicionais dos animais (exceto Valentino)

### Elenco Brasileiro
- Luci Salutes como Asha[23]
- Raphael Rossatto como Rei Magnifico[24]
- Marcelo Adnet como Valentino [25]
- Shallana Costa como Rainha Amaya
- Carlos Campanile como Sabino
- Letícia Soares como Sakina, mãe de Asha
- Maíra Paris como Dahlia
- Vagner Fagundes como Simon
- Gabriel Ebling como Gabo
- Lucas Gama como Safi
- Analu Pimenta como Hal
- Flávia Narciso como Bazeema
- Ítalo Luiz como Dario

## Produção
Em 21 de janeiro de 2022, foi noticiado que Jennifer Lee estaria escrevendo um filme original para o Walt Disney Animation Studios. Em 9 de setembro de 2022, durante a 2022 D23 Expo Presentation, a Disney Animation anunciou um novo filme intitulado Wish, com direção de Chris Buck e Fawn Veerasunthorn e produção de Peter Del Vecho e Juan Pablo Reyes. Também é anunciado que o estilo de arte combina a animação em aquarela da Disney e a animação por computador, que a empresa utiliza durante seu período moderno. Fawn disse que está "animada em homenagear Walt Disney com o longa. Nossa equipe de arte e tecnologia se reuniria para descobrir como combinar o visual da ilustração do século 20 que inspirou Walt com a tecnologia de CG que temos atualmente."
Em 26 de março de 2023, foi noticiado que Wish estava em pós-produção com lançamento para o fim do mesmo ano.

### Escolha de Elenco
Em 9 de setembro de 2022, durante a apresentação da D23 Expo 2022, Ariana DeBose e Alan Tudyk foram anunciados como escalados para os papéis principais de Asha e Valentino, o bode, respectivamente.
Em 26 de abril de 2023, no CinemaCon, foi anunciado que Chris Pine foi escolhido ao elenco como a voz original do Rei Magnifico. Jennifer Lee disse sobre Pine "Como a pessoa mais poderosa do reino, o Rei Magnifico precisava ser interpretado por alguém que pudesse dar todo o charme, inteligência e carisma a esse personagem magnânimo, e Chris está trazendo tudo isso lindamente e muito mais." Em 18 de setembro de 2023, Angelique Cabral foi anunciada como a voz da esposa do Rei Magnifico, a Rainha Amaya. O restante do elenco foi anunciado com o lançamento do trailer completo em 27 de setembro de 2023.

## Música
Julia Michaels foi anunciada para escrever canções originais de Wish na D23 Expo. Em abril de 2023, David Metzger foi confirmado para compor a trilha sonora do filme, enquanto Benjamin Rice se juntou a Michaels para escrever as canções; Metzger trabalhou anteriormente como compositor de filmes de animação direto para vídeo da Disney, como Tarzan II (2005) e Brother Bear 2 (2006). No CinemaCon em abril, a Disney mostrou um clipe de Asha cantando a música "This Wish", que os repórteres do Deadline Hollywood descreveram como "um hino muito bonito e poderoso".

## Lançamento
Wish foi lançado nos cinemas em 22 de novembro de 2023, ao lado do curta-metragem Once Upon A Studio. Em 16 de fevereiro de 2023, após os fracassos comerciais de Lightyear e Strange World (ambos em 2022), a Disney considerou estender o tempo teatral de Elemental e Wish na esperança de trazer as famílias de volta aos cinemas.
Anexado ao filme, a Disney também confirmou a estreia do curta-metragem animado e desenhado à mão "Once Upon a Studio", dirigido por Trent Correy e Dan Abraham. O curta centra-se no artista da Disney Burny Mattinson e em um novo funcionário enquanto descobrem os personagens da Disney ganhando vida à noite.
No Brasil o filme estreiou oficialmente apenas em 4 de janeiro de 2024.

### Marketing
A Lego lançará três conjuntos baseados em cenas do filme, com lançamento em 1 de outubro de 2023.

## Recepção
No site agregador de críticas Rotten Tomatoes, 48% das 216 resenhas dos críticos são positivas, com uma classificação média de 5,7/10. O consenso do site diz: "Wish emociona com a maneira como faz referências calorosas a muitos dos clássicos do estúdio, mas a nostalgia não substitui a magia genuína da narrativa - não importa o quão lindamente animada ela seja." O Metacritic, que usa uma média ponderada, atribuiu ao filme uma pontuação de 47 em 100, baseado em 43 críticos, indicando críticas "mistas ou médias". Já entre o público, segundo o CinemaScore, a recepção foi positiva, com uma nota "A−" (numa escala de A+ até F), embora o site PostTrak tenha afirmado em sua pesquisa que apenas 71% tiveram um parecer positivo do filme.